# 马丁·哈尔博·汉森
马丁·哈尔博·汉森（丹麥語：Martin Haldbo Hansen，1969年2月2日—），丹麦男子赛艇运动员。他曾代表丹麦参加世界赛艇锦标赛，获得一枚金牌。他也曾参加1992年和1996年夏季奥运会。